# Esportistes dels Països Catalans als Jocs Olímpics d'estiu de 2012
La present llista recull els esportistes nascuts, formats o residents als Països Catalans que participen en els Jocs Olímpics d'Estiu de 2012.

## Medalles i diplomes
| Medalla             | Esportistes | Esport                | Competició            |
| ------------------- | --- | --------------------- | --------------------- |
| Or                  | Joel González | Taekwondo             | -58 kg                |
| Argent              | Mireia Belmonte | Natació               | 200 m papallona       |
| Argent              | Mireia Belmonte | Natació               | 800 m lliures         |
| Argent              | Ona Carbonell Andrea Fuentes | Natació sincronitzada | Duet                  |
| Argent              | Brigitte Yagüe | Taekwondo             | -49 kg                |
| Argent              | Marta Bach Ana Copado Anna Espar Laura Ester Maica García Ona Meseguer Matilde Ortiz Jennifer Pareja Roser Tarragó | Waterpolo             | Femení                |
| Argent              | Saúl Craviotto | Piragüisme            | K-1 200 m             |
| Argent              | Víctor Claver Rudy Fernández Pau Gasol Marc Gasol Serge Ibaka Sergi Llull Juan Carlos Navarro Víctor Sada | Bàsquet               | Masculí               |
| Argent              | Sofia Maccari | Hoquei sobre herba    | Femení                |
| Bronze              | Clara Basiana Ona Carbonell Margalida Crespí Andrea Fuentes Paula Klamburg Irene Montrucchio Laia Pons | Natació sincronitzada | Equips                |
| Bronze              | Vanessa Amorós Sílvia Navarro | Handbol               | Femení                |
| (4) Diploma olímpic | Camille Lacourt | Natació               | 100 m esquena         |
| (4) Diploma olímpic | Sugoi Uriarte | Judo                  | -66 kg                |
| (4) Diploma olímpic | David Ferrer | Tennis                | Dobles                |
| (4) Diploma olímpic | Alfonso Benavides | Piragüisme            | C-1 200 m             |
| (4) Diploma olímpic | Elena López Alejandra Quereda | Gimnàstica rítmica    | Concurs per equips    |
| (4) Diploma olímpic | José Antonio Hermida | Ciclisme              | Camp a través         |
| (5) Diploma olímpic | Andrés Mata | Halterofília          | 77 kg                 |
| (5) Diploma olímpic | Joan Cañellas Gedeón Guardiola Viran Morros Albert Rocas Víctor Tomàs Cristian Ugalde | Handbol               | Masculí               |
| (6) Diploma olímpic | Sebastián Mora David Muntaner Albert Torres | Ciclisme              | Persecució per equips |
| (6) Diploma olímpic | Isaac Botella | Gimnàstica            | Salt de cavall        |
| (6) Diploma olímpic | David Alegre Ramon Alegre Pol Amat José Ballbe Francesc Cortés Miquel Delas Sergi Enrique Alexandre Fàbregas Santi Freixa Xavier Lleonart Roc Oliva Pau Quemada Marc Sallés Manel Terraza Xavier Trenchs Eduard Tubau | Hoquei sobre herba    | Masculí               |
| (6) Diploma olímpic | Iñaki Aguilar Albert Español Xavier García Daniel López Blai Mallarach David Martín Marc Minguell Iván Pérez Felipe Perrone Xavier Vallès                                                                             | Waterpolo             | Masculí               |
| (8) Diploma olímpic | Mireia Belmonte | Natació               | 400 m quatre estils   |
| (8) Diploma olímpic | Erika Villaécija | Natació               | 10 km aigües obertes  |
| (8) Diploma olímpic | Beatriz Pascual | Atletisme             | 20 km marxa           |

## Esports

### Atletisme

#### Masculí
| Esportista          | Prova            | Eliminatòria | Eliminatòria | Quarts de final | Quarts de final | Semifinal        | Semifinal        | Final            | Final            |
| Esportista          | Prova            | Resultat     | Posició      | Resultat        | Posició         | Resultat         | Posició          | Resultat         | Posició          |
| ------------------- | ---------------- | ------------ | ------------ | --------------- | --------------- | ---------------- | ---------------- | ---------------- | ---------------- |
| Antoni Bernardó     | Marató           |              |              |                 |                 |                  |                  | 2:28:34          | 74               |
| David Bustos        | 1500 m           | 3:41.34      | 8            |                 |                 | No es classificà | No es classificà | No es classificà | No es classificà |
| Ignacio Cáceres     | Marató           |              |              |                 |                 |                  |                  | 2:17:11          | 31               |
| Carles Castillejo   | Marató           |              |              |                 |                 |                  |                  | 2:16:17          | 24               |
| Ángel García        | 50 km marxa      |              |              |                 |                 |                  |                  | 3:48:32          | 20               |
| Ayad Lamdassen      | 10000 m          |              |              |                 |                 |                  |                  | 28:49.85         | 23               |
| Abdelaziz Merzoughi | 3000 m obstacles | 8:58.20      | 12           |                 |                 |                  |                  | No es classificà | No es classificà |
| Ángel Mullera       | 3000 m obstacles | 8:38.07      | 11           |                 |                 |                  |                  | No es classificà | No es classificà |
| Jackson Quiñónez    | 110 m tanques    | 13.76        | 4            |                 |                 | No es classificà | No es classificà | No es classificà | No es classificà |

| Esportista      | Prova         | Qualificació | Qualificació | Final            | Final            |
| Esportista      | Prova         | Distància    | Posició      | Distància        | Posició          |
| --------------- | ------------- | ------------ | ------------ | ---------------- | ---------------- |
| Igor Bychkov    | Salt perxa    | 5,50         | 9 Q          | 5,50             | 12               |
| Eusebio Cáceres | Salt llargada | 7,92         | 14           | No es classificà | No es classificà |

#### Femení
| Esportista        | Prova       | Eliminatòria | Eliminatòria | Quarts de final  | Quarts de final  | Semifinal        | Semifinal        | Final            | Final            |
| Esportista        | Prova       | Resultat     | Posició      | Resultat         | Posició          | Resultat         | Posició          | Resultat         | Posició          |
| ----------------- | ----------- | ------------ | ------------ | ---------------- | ---------------- | ---------------- | ---------------- | ---------------- | ---------------- |
| Cristina Llovera  | 100 m       | 12.78        | 18           | No es classificà | No es classificà | No es classificà | No es classificà | No es classificà | No es classificà |
| Beatriz Pascual   | 20 km marxa |              |              |                  |                  |                  |                  | 1:27:56          | 8                |
| Judit Pla         | 5000 m      | 15:20.39     | 12           |                  |                  |                  |                  | No es classificà | No es classificà |
| Natalia Rodríguez | 1500 m      | 4:16.18      | 14           |                  |                  | No es classificà | No es classificà | No es classificà | No es classificà |
| María Vasco       | 20 km marxa |              |              |                  |                  |                  |                  | 1:28:14          | 10               |

| Esportista      | Prova              | Qualificació | Qualificació | Final            | Final            |
| Esportista      | Prova              | Distància    | Posició      | Distància        | Posició          |
| --------------- | ------------------ | ------------ | ------------ | ---------------- | ---------------- |
| Berta Castells  | Llançament martell | 68,41        | 21           | No es classificà | No es classificà |
| Concha Montaner | Salt llargada      | 6,30         | 19           | No es classificà | No es classificà |

### Bàsquet

#### Masculí
- Víctor Claver
- Rudy Fernández
- Pau Gasol
- Marc Gasol
- Serge Ibaka
- Sergi Llull
- Juan Carlos Navarro
- Víctor Sada

Resultat
| Ronda | Data  | Hora  | Partit       | Partit    | Partit  |
| ----- | ----- | ----- | ------------ | --------- | ------- |
| Final | 12/08 | 15:00 | Estats Units | 107 − 100 | Espanya |

### Ciclisme
Ciclisme de muntanya
| Esportista           | Esdeveniment  | Temps   | Posició |
| -------------------- | ------------- | ------- | ------- |
| José Antonio Hermida | Camp a través | 1:29:36 | 4       |

Persecució
| Esportista                                      | Esdeveniment      | Qualificació | Qualificació | Semifinals          | Semifinals | Final                | Final   |
| Esportista                                      | Esdeveniment      | Temps        | Posició      | Resultat            | Posició    | Resultat             | Posició |
| ----------------------------------------------- | ----------------- | ------------ | ------------ | ------------------- | ---------- | -------------------- | ------- |
| Sebastián Mora · David Muntaner · Albert Torres | Persecució equips | 4:02:113     | 6 Q          | Colòmbia · 3:59.520 | 6          | Dinamarca · 4:02.746 | 6       |

### Futbol
- Jordi Alba
- Martín Montoya
- Oriol Romeu
- Cristian Tello

Espanya va quedar última en la fase de grups i no va avançar a la següent fase.

### Gimnàstica

#### Masculí
Equips
| Esportista           | Esdeveniment | Qualificació | Qualificació | Qualificació | Qualificació | Qualificació | Qualificació | Qualificació | Qualificació | Final               | Final               | Final               | Final               | Final               | Final               | Final               | Final               |
| Esportista           | Esdeveniment | Aparells     | Aparells     | Aparells     | Aparells     | Aparells     | Aparells     | Total        | Posició      | Aparells            | Aparells            | Aparells            | Aparells            | Aparells            | Aparells            | Total               | Posició             |
| Esportista           | Esdeveniment | T            | CA           | A            | SC           | BP           | BF           | Total        | Posició      | T                   | CA                  | A                   | SC                  | BP                  | BF                  | Total               | Posició             |
| -------------------- | ------------ | ------------ | ------------ | ------------ | ------------ | ------------ | ------------ | ------------ | ------------ | ------------------- | ------------------- | ------------------- | ------------------- | ------------------- | ------------------- | ------------------- | ------------------- |
| Isaac Botella        | Equips       | 14,033       | 12,900       |              | 15,866 Q     |              |              |              |              | No es classificaren | No es classificaren | No es classificaren | No es classificaren | No es classificaren | No es classificaren | No es classificaren | No es classificaren |
| Javier Gómez Fuertes | Equips       | 14,833       | 13,833       | 13,900       | 15,958       | 15,066       | 14,544       | 88,123       | 16 Q         | No es classificaren | No es classificaren | No es classificaren | No es classificaren | No es classificaren | No es classificaren | No es classificaren | No es classificaren |
| Fabián González      | Equips       | 15,266       | 14,733       | 14,033       | 16,000       | 13,333       | 15,000       | 88,365       | 15 Q         | No es classificaren | No es classificaren | No es classificaren | No es classificaren | No es classificaren | No es classificaren | No es classificaren | No es classificaren |
| Rubén López          | Equips       |              |              | 14,900       | 14,733       | 14,300       |              |              |              | No es classificaren | No es classificaren | No es classificaren | No es classificaren | No es classificaren | No es classificaren | No es classificaren | No es classificaren |

Finals individuals
| Esportista      | Esdeveniment      | Aparells | Aparells | Aparells | Aparells | Aparells | Aparells | Total  | Posició |
| Esportista      | Esdeveniment      | T        | CA       | A        | SC       | BP       | BF       | Total  | Posició |
| --------------- | ----------------- | -------- | -------- | -------- | -------- | -------- | -------- | ------ | ------- |
| Isaac Botella   | Salt sobre cavall |          |          |          | 15.866   |          |          | 15,866 | 6       |
| Javier Gómez    | Concurs complet   | 14,266   | 12,433   | 14,800   | 15,466   | 14,733   | 12,733   | 84,431 | 23      |
| Fabián González | Concurs complet   | 14,600   | 14,733   | 13,966   | 16,133   | 14,400   | 15,166   | 88,998 | 9       |

#### Femení
Equips
| Esportista                      | Esdeveniment | Qualificació | Qualificació       | Qualificació | Qualificació | Final     | Final              | Final  | Final   |
| Esportista                      | Esdeveniment | 5 pilotes    | 3 cintes 2 cèrcols | Total        | Posició      | 5 pilotes | 3 cintes 2 cèrcols | Total  | Posició |
| ------------------------------- | ------------ | ------------ | ------------------ | ------------ | ------------ | --------- | ------------------ | ------ | ------- |
| Elena López · Alejandra Quereda | Equips       | 27,150       | 27,400             | 54,550       | 5            | 27,400    | 27,550             | 54,950 | 4       |

### Halterofília
| Esportista  | Esdeveniment  | Arrencada | Arrencada | Dos temps | Dos temps | Total | Posició |
| Esportista  | Esdeveniment  | Resultat  | Posició   | Resultat  | Posició   | Total | Posició |
| ----------- | ------------- | --------- | --------- | --------- | --------- | ----- | ------- |
| Andrés Mata | 77 kg masculí | 150       | 8         | 188       | 6         | 338   | 6       |

### Handbol

#### Masculí
- Joan Cañellas
- Gedeón Guardiola
- Viran Morros
- Albert Rocas
- Víctor Tomàs
- Cristian Ugalde

Resultat
| Ronda           | Data  | Hora  | Partit  | Partit  | Partit |
| --------------- | ----- | ----- | ------- | ------- | ------ |
| Quarts de final | 08/08 | 14:30 | Espanya | 22 − 23 | França |

#### Femení
- Vanessa Amorós
- Silvia Navarro

Resultat
| Ronda               | Data  | Hora  | Partit        | Partit  | Partit  |
| ------------------- | ----- | ----- | ------------- | ------- | ------- |
| Final de consolació | 11/08 | 17:00 | Corea del Sud | 29 − 31 | Espanya |

### Hípica
- Beatriu Ferrer-Salat[4]

### Hoquei sobre herba

#### Masculí
- David Alegre
- Ramón Alegre
- Pol Amat
- José Ballbé
- Francesc Cortés
- Miguel Delas
- Sergi Enrique
- Àlex Fàbregas
- Santi Freixa
- Xavi Lleonart
- Roc Oliva
- Pau Quemada
- Marc Sallés
- Manel Terraza
- Xavier Trenchs
- Eduard Tubau

Espanya va quedar tercera en la fase de grups i no va avançar a la següent fase.

### Judo
| Esportista      | Categoria    | 1/32 de final                  | Setzens de final               | Vuitens de final                  | Quarts de final                | Semifinals                     | Repesca          | Final de consolació          | Final            | Final            |                  |
| --------------- | ------------ | ------------------------------ | ------------------------------ | --------------------------------- | ------------------------------ | ------------------------------ | ---------------- | ---------------------------- | ---------------- | ---------------- | ---------------- |
| Ana Carrascosa  | Dones -52 kg |                                | M. Muller (LUX) · D 0000−0201  | No es classificà                  | No es classificà               | No es classificà               | No es classificà | No es classificà             | No es classificà | No es classificà |                  |
| Daniel García   | Homes -66 kg |                                | A. Acevedo (PAR) · V 0020−0001 | Sugoi Uriarte (ESP) · D 0002−0013 | No es classificà               | No es classificà               | No es classificà | No es classificà             | No es classificà | No es classificà | No es classificà |
| Sugoi Uriarte   | Homes -66 kg | F. Faraldo (ITA) · V 0100−0000 | J. Mata (ARU) · V 0100−0000    | D. García (AND) · V 0013−0002     | T. Karimov (AZE) · V 0021−0001 | M. Ungvári (HON) · D 0000−0011 |                  | J-H. Cho (KOR) · D 0001−0000 | No es classificà | 5                |                  |
| Kiyoshi Uematsu | Homes -73 kg |                                | M. Isaev (RUS) · D 0002−0011   | No es classificà                  | No es classificà               | No es classificà               | No es classificà | No es classificà             | No es classificà | No es classificà |                  |

### Natació

#### Masculí
| Esportista            | Prova                  | Eliminatòria | Eliminatòria | Semifinal        | Semifinal        | Final            | Final            |
| Esportista            | Prova                  | Resultat     | Posició      | Resultat         | Posició          | Resultat         | Posició          |
| --------------------- | ---------------------- | ------------ | ------------ | ---------------- | ---------------- | ---------------- | ---------------- |
| Hocine Haciane        | 200 m papallona        | 2:06.37      | 37           | No es classificà | No es classificà | No es classificà | No es classificà |
| Francisco José Hervás | 10 km                  |              |              |                  |                  | 1:53:27.8        | 23               |
| Camille Lacourt       | 100 m esquena          | 53.51        | 4 Q          | 53.03            | 2 Q              | 53.08            | 4                |
| Camille Lacourt       | Relleus 4x100 m estils | 3:34.60      | 10           | No es classificà | No es classificà | No es classificà | No es classificà |
| Juan Miguel Rando     | 100 m esquena          | 54.93        | 25           | No es classificà | No es classificà | No es classificà | No es classificà |
| Albert Subirats       | 100 m papallona        | 53.18        | 28           | No es classificà | No es classificà | No es classificà | No es classificà |
| Aschwin Wildeboer     | 100 m esquena          | 54.36        | 16 Q         | 53.99            | 12               | No es classificà | No es classificà |
| Aschwin Wildeboer     | 200 m esquena          | 2:00.02      | 26           | No es classificà | No es classificà | No es classificà | No es classificà |

#### Femení
| Esportista                                     | Prova                   | Eliminatòria | Eliminatòria | Semifinal        | Semifinal        | Final               | Final               |
| Esportista                                     | Prova                   | Resultat     | Posició      | Resultat         | Posició          | Resultat            | Posició             |
| ---------------------------------------------- | ----------------------- | ------------ | ------------ | ---------------- | ---------------- | ------------------- | ------------------- |
| Fanny Babou                                    | 100 m braça             | 1:09.76      | 32           | No es classificà | No es classificà | No es classificà    | No es classificà    |
| Fanny Babou                                    | Relleus 4x100 m estils  | 4:05.53      | 14           |                  |                  | No es classificaren | No es classificaren |
| Mireia Belmonte                                | 400 m lliures           | 4:08.23      | 13           |                  |                  | No es classificà    | No es classificà    |
| Mireia Belmonte                                | 800 m lliures           | 8:25.26      | 4 Q          |                  |                  | 8:18.76             | RN                  |
| Mireia Belmonte                                | 200 m papallona         | 2:08.19      | 9 Q          | 2:06.62          | 4 Q              | 2:05.25             | RN                  |
| Mireia Belmonte                                | 200 m estils            | 2:11.73      | 6 Q          | 2:11.54          | 10               | No es classificà    | No es classificà    |
| Mireia Belmonte                                | 400 m estils            | 4:34.70      | 5 Q          |                  |                  | 4:35.62             | 8                   |
| Melanie Costa                                  | 200 m lliures           | 1:57.79      | =4 Q         | 1:57.76          | 9                | No es classificà    | No es classificà    |
| Melanie Costa                                  | 400 m lliures           | 4:06.75      | 9            |                  |                  | No es classificà    | No es classificà    |
| Clàudia Dasca                                  | 400 m estils            | 4:46.80      | 25           |                  |                  | No es classificà    | No es classificà    |
| Marina Garcia                                  | 100 m braça             | 1:08.64      | 25           | No es classificà | No es classificà | No es classificà    | No es classificà    |
| Marina Garcia                                  | 200 m braça             | 2:27.57      | 20           | No es classificà | No es classificà | No es classificà    | No es classificà    |
| Judit Ignacio                                  | 100 m papallona         | 59.42        | =25          | No es classificà | No es classificà | No es classificà    | No es classificà    |
| Judit Ignacio                                  | 200 m papallona         | 2:08.14      | 7 Q          | 2:08.96          | 15               | No es classificà    | No es classificà    |
| Erika Villaécija                               | 800 m lliures           | 59.42        | =25          |                  |                  | No es classificà    | No es classificà    |
| Erika Villaécija                               | 10 km                   |              |              |                  |                  | 1:58:49.5           | 8                   |
| Mònica Ramírez                                 | 100 m esquena           | 1:07.72      | 42           | No es classificà | No es classificà | No es classificà    | No es classificà    |
| Mireia Belmonte · Melanie Costa · Lydia Morant | Relleus 4x200 m lliures | 7:54.59      | 10 RN        |                  |                  | No es classificaren | No es classificaren |
| Marina Garcia · Judit Ignacio · Lydia Morant   | Relleus 4x100 m estils  | 4:03.05      | 13           |                  |                  | No es classificaren | No es classificaren |

### Natació sincronitzada
| Esportista | Esdeveniment | Rutina tècnica | Rutina tècnica | Rutina lluire (preliminar) | Rutina lluire (preliminar) | Rutina lluire (preliminar) | Rutina lliure (final) | Rutina lliure (final)    | Rutina lliure (final) |
| Esportista | Esdeveniment | Punts          | Posició        | Punts                      | Total (tècnica + lliure)   | Posició                    | Punts                 | Total (tècnica + lliure) | Posició               |
| --- | ------------ | -------------- | -------------- | -------------------------- | -------------------------- | -------------------------- | --------------------- | ------------------------ | --------------------- |
| Ona Carbonell · Andrea Fuentes                                                                                     | Duet         | 96,000         | 3              | 96,590                     | 192,590                    | 3 Q                        | 96,900                | 192,900                  | 2                     |
| Clara Basiana · Ona Carbonell · Margalida Crespí · Andrea Fuentes · Paula Klamburg · Irene Montrucchio · Laia Pons | Equips       | 96,200         | 3              |                            |                            |                            | 96,920                | 193,120                  | 3                     |

### Piragüisme
| Esportista        | Esdeveniment      | Eliminatòria | Eliminatòria | Semifinal | Semifinal | Final  | Final   |
| Esportista        | Esdeveniment      | Temps        | Posició      | Temps     | Posició   | Temps  | Posició |
| ----------------- | ----------------- | ------------ | ------------ | --------- | --------- | ------ | ------- |
| Alfonso Benavides | C-1 200 m masculí | 40.993       | 1 Q          | 40.619    | 2         | 43.038 | 4       |
| Saúl Craviotto    | K-1 200 m masculí | 35.552       | 1 Q          | 35.597    | 2         | 36.540 | 2       |

### Taekwondo
| Esportista     | Esdeveniment  | Vuitens de final         | Quarts de final          | Semifinals                | Repesca | Final                   | Final |
| -------------- | ------------- | ------------------------ | ------------------------ | ------------------------- | ------- | ----------------------- | ----- |
| Joel González  | 58 kg masculí | U. Sanli (SUE) · V 7−6   | S. Khalil (AUS) · V 5−3  | O. Muñoz (COL) · V 13−4   | −       | D-H. Lee (KOR) · V 17−8 | 1     |
| Brigitte Yagüe | 49 kg femení  | C. Cartens (PAN) · V 7−2 | J. Alegría (MEX) · V 8−0 | C. Sonkham (TAI) · V 10−9 | −       | J. Wu (XIN) · D 1−8     | 2     |

### Tennis

#### Masculí
| Esportista                     | Categoria  | 1/32 de final                  | Setzens de final                                              | Vuitens de final                               | Quarts de final                          | Semifinals                                          | Final                                             | Final               |
| ------------------------------ | ---------- | ------------------------------ | ------------------------------------------------------------- | ---------------------------------------------- | ---------------------------------------- | --------------------------------------------------- | ------------------------------------------------- | ------------------- |
| David Ferrer                   | Individual | V. Pospisil (CAN) · V 6−4, 6−4 | B. Kavčič (SVN) · V 6−2, 6−2                                  | K. Nishikori (JPN) · D 0−6, 6−3, 4−6           | No es classificà                         | No es classificà                                    | No es classificà                                  | No es classificà    |
| David Ferrer                   | Dobles     |                                | M. Fyrstenberg / · M. Matkowski (POL) · V 7−6(7), 6−7(6), 8−6 | J. Melzer / · A. Peya (AUT) · V 6−3, 3−6, 11−9 | M. Čilić / · I. Dodig (CRO) · V 6−4, 6−4 | M. Llodra / · J-W. Tsonga (FRA) · D 3−6, 6−4, 16−18 | J. Benneteau / · R. Gasquet (FRA) · D 6−7(4), 2−6 | 4                   |
| Marcel Granollers · Marc López | Dobles     |                                | J. Erlich / · A. Ram (ISR) · D 6−7(5), 6−7(3)                 | No es classificaren                            | No es classificaren                      | No es classificaren                                 | No es classificaren                               | No es classificaren |

#### Femení
| Esportista                    | Categoria  | 1/32 de final                        | Setzens de final                                 | Vuitens de final                      | Quarts de final     | Semifinals          | Final               |
| ----------------------------- | ---------- | ------------------------------------ | ------------------------------------------------ | ------------------------------------- | ------------------- | ------------------- | ------------------- |
| Anabel Medina                 | Individual | Y. Wickmayer (BEL) · D 2−6, 6−4, 5−7 | No es classificà                                 | No es classificà                      | No es classificà    | No es classificà    | No es classificà    |
| Sílvia Soler                  | Individual | H. Watson (GBR) · D 2−6, 2−6         | No es classificà                                 | No es classificà                      | No es classificà    | No es classificà    | No es classificà    |
| Núria Llagostera              | Dobles     |                                      | C. Dellacqua / S. Stosur (AUS) · V 6−1, 6−1      | S. Peng / J. Zheng (XIN) · D 4−6, 2−6 | No es classificaren | No es classificaren | No es classificaren |
| Anabel Medina · Arantxa Parra | Dobles     |                                      | F. Pennetta / F. Schiavone (ITA) · D 6−7(4), 4−6 | No es classificaren                   | No es classificaren | No es classificaren | No es classificaren |

### Tennis de taula
| Esportista   | Categoria         | Ronda preliminar | Primera ronda        | Segona ronda              | Tercera ronda    | Quarta ronda                  | Quarts de final     | Semifinals          | Final               |
| ------------ | ----------------- | ---------------- | -------------------- | ------------------------- | ---------------- | ----------------------------- | ------------------- | ------------------- | ------------------- |
| Galia Dvorak | Equips femenins   |                  |                      |                           |                  | R.P. de la Xina (XIN) · D 0−3 | No es classificaren | No es classificaren | No es classificaren |
| Sara Ramírez | Individual femení | –                | A. Das (IND) · V 4−1 | M. Pesotska (UCR) · D 1−4 | No es classificà | No es classificà              | No es classificà    | No es classificà    | No es classificà    |

### Tir
| Esportista      | Esdeveniment                 | Qualificació | Qualificació | Final            | Final            |
| Esportista      | Esdeveniment                 | Punts        | Posició      | Punts            | Posició          |
| --------------- | ---------------------------- | ------------ | ------------ | ---------------- | ---------------- |
| Joan Tomàs Roca | Fossa masculina              | 103          | 60           | No es classificà | No es classificà |
| Sònia Franquet  | Pistola femenina 25 m        | 579          | 22           | No es classificà | No es classificà |
| Sònia Franquet  | Pistola d'aire femenina 10 m | 378          | 26           | No es classificà | No es classificà |

### Triatló
| Esportista | Esdeveniment | Natació (1,5 km) | Transició 1 | Ciclisme (40 km) | Transició 2 | Cursa a peu (10 km) | Total   | Total |
| ---------- | ------------ | ---------------- | ----------- | ---------------- | ----------- | ------------------- | ------- | ----- |
| Mario Mola | Homes        | 18:09            | 0:38        | 59:40            | 0:29        | 30:27               | 1:49:23 | 19    |

### Vela
| Esportista  | Esdeveniment | Curses | Curses | Curses | Curses | Curses | Curses | Curses | Curses | Curses | Curses | Curses | Punts nets | Final |
| Esportista  | Esdeveniment | 1      | 2      | 3      | 4      | 5      | 6      | 7      | 8      | 9      | 10     | F      | Punts nets | Final |
| ----------- | ------------ | ------ | ------ | ------ | ------ | ------ | ------ | ------ | ------ | ------ | ------ | ------ | ---------- | ----- |
| Iván Pastor | Windsurf     | 22     | 24     | 20     | 39     | 19     | 25     | 8      | 25     | 2      | 5      | −      | 150        | 16    |

### Voleibol platja
| Esportista        | Esdeveniment | Ronda preliminar | Classificació | Vuitens de final                                       | Quarts de final     | Semifinals          | Final | Final |
| ----------------- | ------------ | --- | ------------- | ------------------------------------------------------ | ------------------- | ------------------- | ----- | ----- |
| Pablo Herrera     | Homes        | Grup B · P. Benes / P. Kubala (CZE) · V 2−0 (25−23, 21−16) · P. Dalhausser / T. Rogers (EUA) · D 1−2 (21−18, 16−21, 13−15) · K. Asahi / K. Shiratori (JPN) · V 2−0 (21−19, 22−20)   | 2 Q           | R. Santos / P. Cunha (BRA) · D 0−2 (18−21, 19−21)      | No es classificaren | No es classificaren | 9     |       |
| Liliana Fernández | Dones        | Grup D · S. Keizer / M. van Iersel (PBA) · V 2−1 (14−21, 21−16, 15−11) · A. Gallay / M. Zonta (ARG) · V 2−0 (22−20, 21−16) · J. Kessy / A. Ross (EUA) · D 1−2 (19−21, 21−19, 17−19) | 2 Q           | M. Menegatti / G. Cicolar (ITA) · D 0−2 (15−21, 15−21) | No es classificaren | No es classificaren | 9     |       |

### Waterpolo

#### Masculí
- Iñaki Aguilar
- Albert Español
- Xavier García
- Daniel López
- Blai Mallarach
- David Martín
- Marc Minguell
- Iván Pérez
- Felipe Perrone
- Xavier Vallès

Resultat
| Ronda              | Data  | Hora  | Partit  | Partit | Partit  |
| ------------------ | ----- | ----- | ------- | ------ | ------- |
| Partit pel 5è lloc | 12/08 | 11:40 | Espanya | 8 − 14 | Hongria |

#### Femení
- Marta Bach
- Ana Copado
- Anna Espar
- Laura Ester
- Maica García
- Ona Meseguer
- Matilde Ortiz
- Jennifer Pareja
- Roser Tarragó

Resultats
| Ronda | Data  | Hora  | Partit       | Partit | Partit  |
| ----- | ----- | ----- | ------------ | ------ | ------- |
| Final | 09/08 | 20:25 | Estats Units | 8 − 5  | Espanya |